# Er kongen død?
Er kongen død? er en dansk reportagefilm fra 1974, der er instrueret af Gert Fredholm, Henning Camre og Arne Forchhammer.

## Handling
En registrering time for time, minut for minut af massemediernes dækning af Kong Frederik 9.s sygdom og død.